# Antiparactis lineolatus
Antiparactis lineolatus är en havsanemonart som först beskrevs av Couthouy in Dana 1846.  Antiparactis lineolatus ingår i släktet Antiparactis och familjen Actinostolidae. Inga underarter finns listade i Catalogue of Life.